# Гельвальд, Фридрих фон
Фридрих Антон Ге́ллер фон Ге́львальд (нем. Friedrich Anton Heller von Hellwald; 29 марта 1842, Падуя — ноябрь 1892, Канштатт) — австрийский историк культуры, социал-дарвинист.

## Биография
Фридрих Геллер фон Гельвальд — сын австрийского военного историка Фридриха Якоба Геллера. В 16 лет Фридрих поступил кадетом в австрийскую армию. Несмотря на перспективы в военной карьере, уволился со службы уже в 1864 году, чтобы целиком посвятить себя научным исследованиям.
Воевал в 1866 году, затем получил в Вене место редактора в «Австрийском военном журнале» (Österreichische militärische Zeitschrift), где когда-то работал и его отец. В 1872 году Геллера фон Гельвадьда пригласили на должность шеф-редактора в еженедельную штутгартскую газету «Заграница» (Das Ausland). Ярый последователь эволюционной теории Дарвина, Гельвальд вскоре стал неугоден и в 1882 году был вынужден подать в отставку.
Для широкой общественности Геллер фон Гельвальд получил известность благодаря своим путевым заметкам и труду «История культуры» (Kulturgeschichte). В своих научно-популярных работах Фридрих фон Гельвальд страстно отстаивал расовое дарвинистское направление в антропологии, утверждавшее, что некоторые народы должны вымереть или их можно истреблять. К таким народам были отнесены американские индейцы, койсанские народы в Южной Африке и австралийские аборигены. По сравнению с другими идеологами расизма того времени Фридрих фон Гельвальд находился на самых крайних позициях, что, очевидно, никак не сказалось на популярности его книг в слоях немецкоязычной образованной буржуазии. Произведения Гельвальда, в особенности «Земля и её народы» (Die Erde und ihre Völker), пережили несколько изданий.

## Труды
- Centralasien. Landschaften und Völker in Kaschgar, Turkestan, Kaschmir und Tibet. Leipzig: Spamer, 1875.
- Die Erde und ihre Völker. Ein geographisches Hausbuch. Stuttgart: Francke 1876 (4. Aufl. 1893; dazu Übersetzungen in andere Sprachen).
- Kulturgeschichte in ihrer natürliche Entwicklung bis zur Gegenwart. Augsburg: Butsch, 1875.
- Naturgeschichte des Menschen. Stuttgart: Francke, 1.1883-2.1885.
- Die Russen in Centralasien. Augsburg: Butsch, 1875.
- Hinterindische Länder und Völker. Reisen in den Flußgebieten des Irrawaddy und Mekong; in Birma, Annam, Kambodscha und Siam. Leipzig 1880.
- Die Weite Welt. Reisen und Forschungen in allen Teilen der Erde, ein geographisches Jahrbuch. Herausgegeben von Friedrich von Hellwald. Berlin und Stuttgart: Verlag von W. Spemann, 1885—1887
- Die menschliche Familie nach ihrer Entstehung und natürlichen Entwickelung. Leipzig 1889.

На русском
- В области вечного льда. История путешествий к Северному полюсу с древнейших времен до настоящего. Со многими рисунками и картами.. — М.: «Новое время». Тип. А. С. Суворина, 1881. — 880 с.